# ليفانت (رياح)

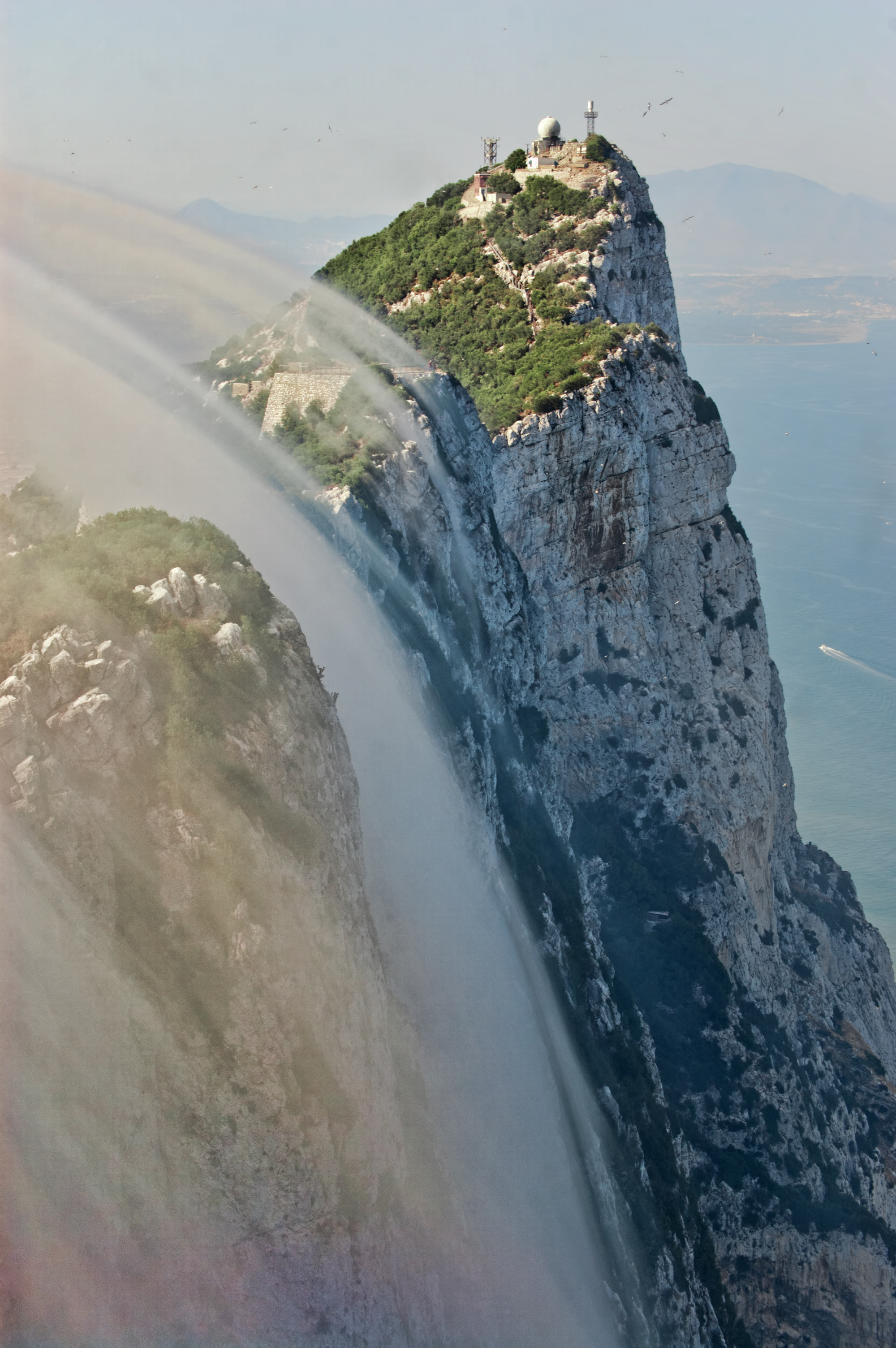
سحب ليفانت التي تتشكل مقابل المنحدرات الشرقية لصخرة جبل طارق.

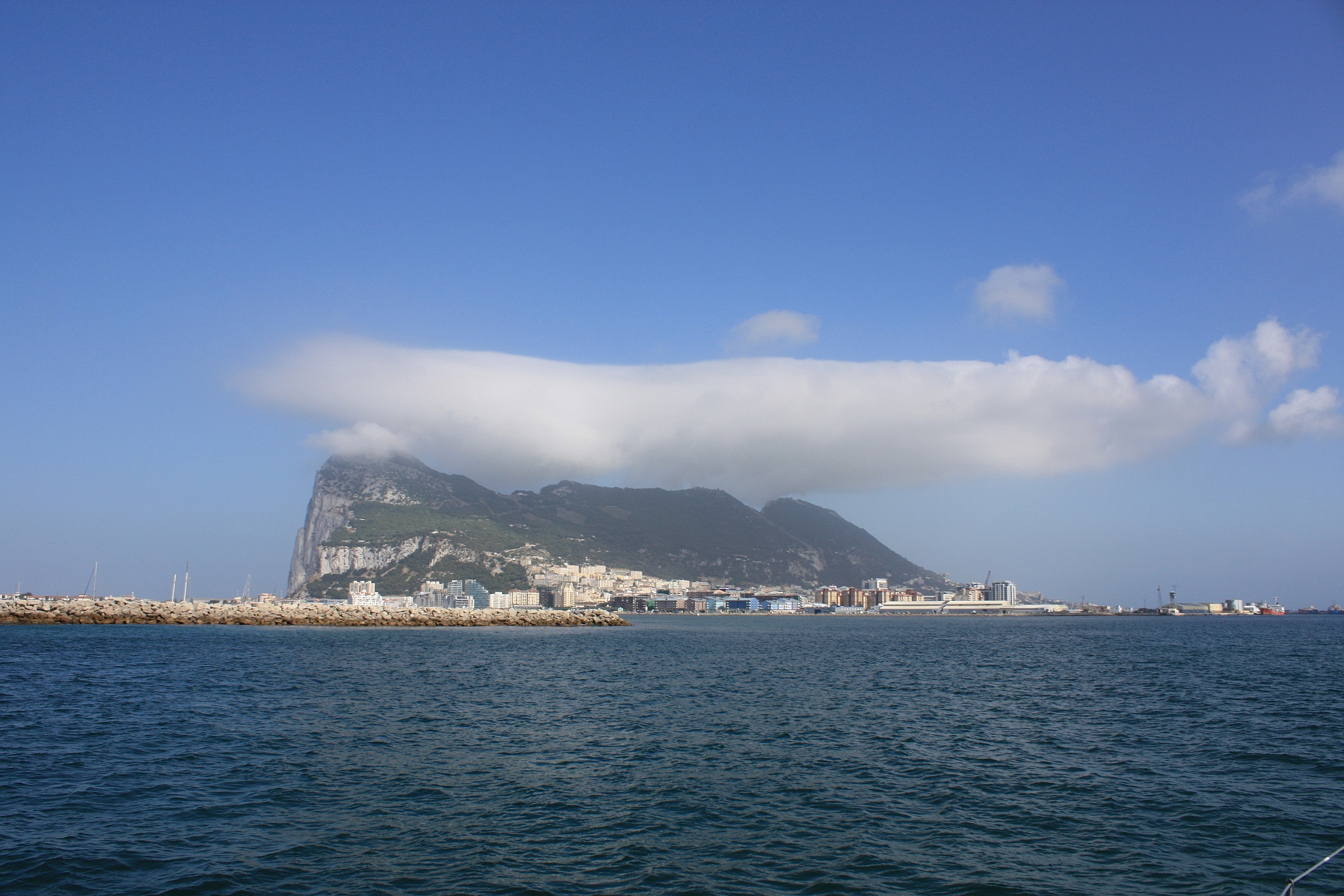
سحب ليفانت تتدلى فوق صخرة جبل طارق.

رياح ليفانت: هي رياح شرقية - شمالية شرقية تهب في فصلي الربيع والخريف على جنوبي إسبانيا ومنطقة جبل طارق، تتصف ببرودتها وجفافها، وعرفت باسم ليفانتي أو ليفانتير أي المشرقية لأن هبوبها أكثر ما يكون من الاتجاه الشرقي.
المصدر: المعجم الجغرافي المناخي

## وصلات خارجية
- Meteo-France الأرصاد الجوية باللغة الفرنسية